# 船水徳雄
船水 徳雄（ふなみず のりお、1949年 - ）は、日本画家である。
写実的な描写にて主に人物、動物、昆虫、植物といったモチーフを描くことを通して生命、生活、心境、文化を表現している。
中でも人物、猫類の作品は多く、その生命の本質を日本画で表現する代表的現代作家である。

## 略歴
- 1949年 青森県弘前市和徳町に生まれる。
- 1950年  1歳　東京都渋谷区へ転居。
- 1963年 14歳　佐藤太清に師事。
- 1968年 19歳　児玉希望の画塾へ入門。
- 1969年 20歳　第4回　日春展『バーバリーシープ』出品。初入選。
- 1970年 21歳　第5回　日春展『ピューマ』出品。奨励賞受賞。
- 1970年 21歳　第2回　日展『ピューマ』出品。初入選。
- 1971年 22歳　第3回　日展『暦』出品。特選受賞。
- 1973年 24歳　第8回　日春展『etranger』出品。日春賞受賞。
- 1974年 25歳　現代日本新人作家展に出品。
- 1974年 25歳　東京都立川市へ転居。
- 1975年 26歳　第1回　塊(つちくれ)展『走鳥』出品。
- 1975年 26歳　第7回　日展『間』出品。特選受賞。
- 1975年 26歳　第3回　山種美術館賞展-今日の日本画-に出品。
- 1976年 27歳　文化庁主催第10回現代美術選抜展『間』出品。
- 1977年 28歳　日展委嘱作家選抜展Ⅱ『青い花』出品。
- 1978年 29歳　内外タイムス　武智鉄二小説『道鏡実記』に挿絵連載開始。
- 1979年 30歳　昭和世代日本画『貌』出品。
- 1980年 31歳　濤濤会展『暹羅猫』『白砂』出品。
- 1983年 34歳　報知新聞　武智鉄二『放蕩夢』に挿絵連載開始。
- 1983年 34歳　穹永会展『フランス人形』出品。
- 1983年 34歳　セントラル絵画館にて　船水徳雄作品展開催。
- 1983年 34歳　東急本店にて　第2回好筍会展に『花簪』出品。
- 1983年 34歳　第1回ヴァンティアン展『豆鏡』出品。
- 1983年 34歳　第1回昴展『文待つ日』出品。
- 1983年 34歳　武智鉄二の画廊にて　船水徳雄個展『放蕩夢』開催。
- 1985年 36歳　ナビオ美術館にて　名作美術にみる「猫の百態」展『素描屏風』出品。
- 1986年 37歳　なんば髙島屋北辰画廊にて　船水徳雄小さな生命の詩『仔展』開催。
- 1987年 38歳　第19回　日展　『晩夏』出品。日展会員賞受賞。
- 1991年 42歳　中国北京故宮博物院にて　現代日本繪畫展『気配』出品。
- 1991年 42歳　第1回具具展『不動、童子像』出品。
- 1992年 43歳　サクラダファミリア（聖家族教会）ミュージアムにて バルセロナ日本画美術展覧会　『時雨』出品。
- 1993年 44歳　京都ホテル記念展「猫だけの作品展」開催。
- 1994年 45歳　日本画の技法第10巻　船水徳雄「女性」を描く　同朋舎出版より発行。
- 1996年 47歳　日本橋東急にて　船水徳雄素猫譜展開催。
- 1996年 47歳　至峰堂画廊にて　船水徳雄作品展-川端康成「掌の小説」にイメージを得て-開催。
- 1999年 50歳　川端康成文学館にて　川端文学と美術『澄』出品。
- 1999年 50歳　Norio Funamizu EXHIBITION 1999　開催。
- 1999年 50歳　21世紀をみすえて秋山庄太郎、船水徳雄ふたり展　開催。
- 2003年 53歳　現代日本画家50人万葉歌を描く-奈良県立万葉文化館所蔵-『天平眩夢』出品。
- 2004年 54歳　中学校教材図書「最新国語資料集」に『天平眩夢』掲載　明治図書より発行。
- 2006年 56歳　東京都目黒区三田にて　個人ギャラリー「猫のあじと」を開く。
- 2010年 60歳　森アーツセンターギャラリー「北原照久の超驚愕現代アート展」驚く・あきれる・楽しめる！もうひとつの北原コレクションにて　作品一般公開。
- 2011年 61歳　日本橋丸善にて「被災地救援アートで応援作品展」へ出品。
- 現在  東京都立川市在住　福知山市佐藤太清賞公募美術展常任審査員、文京区展主席審査員、文京区教育委員会　生涯学習センター講師。

## 参考
- 船水徳雄展　図録資料集（福知山美術館、文京区教育委員会、中三弘前店発行）
- 秋山庄太郎・画家・一期一会（株式会社サンアート発行）
- 万葉歌を描く（奈良県、奈良県立万葉文化館発行）
- 最新国語資料集（明治図書発行 a2249400b）
- 日展作品集（社団法人日展発行）